# Ubari (distrito)
Ubari ou Aubari (em árabe: أوباري‎; romaniz.: Awbari) foi um distrito da Líbia. Criado em 1983, segundo censo de 1987, havia 48 701 residentes. Desde as listas de 1995, seu nome desaparece, com sua capital sendo apresentada como capital de Uádi Alhaiate.